# Multityder
|  | Denne artikel er oprettet af botten PalnaBot ud fra en ekstern database. Den kan derfor have sproglige fejl eller mangler. Denne skabelon kan fjernes efter kontrol af indholdet. |

Multityder er en animationsfilm instrueret af Mogens Zieler efter manuskript af Mogens Zieler.

## Handling
Mogens Zielers forsøg på at føre det dynamiske element i grafikken igennem i en tegnefilms musikalske og rytmiske tidsforløb.